# Tele Atlas
Tele Atlas – holenderskie przedsiębiorstwo założone w 1984 roku, które dostarcza mapy cyfrowe do nawigacji oraz innych usług opartych na lokalizacji, w tym dla systemów osobistych i samochodowych systemów nawigacji. Również jest używana w mapach telefonii komórkowej i internetu. 30 lipca 2008 firma stała się własnością innej firmy produkującej nawigację samochodową – TomTom.
Przedsiębiorstwo oferuje mapy obejmujące 200 krajów na całym świecie. Dostarcza również dodatkowe dane jak np. POI (ang. point of interest).

## Współpraca z Google
30 czerwca 2008 Tele Atlas ogłosił pięcioletnią umowę do dalszego dostarczania danych do systemu Google Maps. Zgodnie z nowym porozumieniem, Tele Atlas będzie miał dostęp do poprawek i aktualizacji danych dokonywanych przez społeczność Google Maps.

## Przejęcie przez TomTom
23 lipca 2007 roku Tele Atlas otrzymał ofertę kupna przez firmę TomTom za kwotę 2 mld €. Ofertę złożyła wtedy firma Garmin z kwotą 2,3 mld. TomTom odpowiedział ofertą 2,9 mld €.
Oczekiwano kolejnej oferty Garmina, jednak Garmin był już związany z firmą Navteq, największym konkurentem Tele Atlas, więc wycofał się z licytacji. 4 grudnia 2007 roku akcjonariusze TomTom zatwierdzili przejęcie.